# Max Kämper

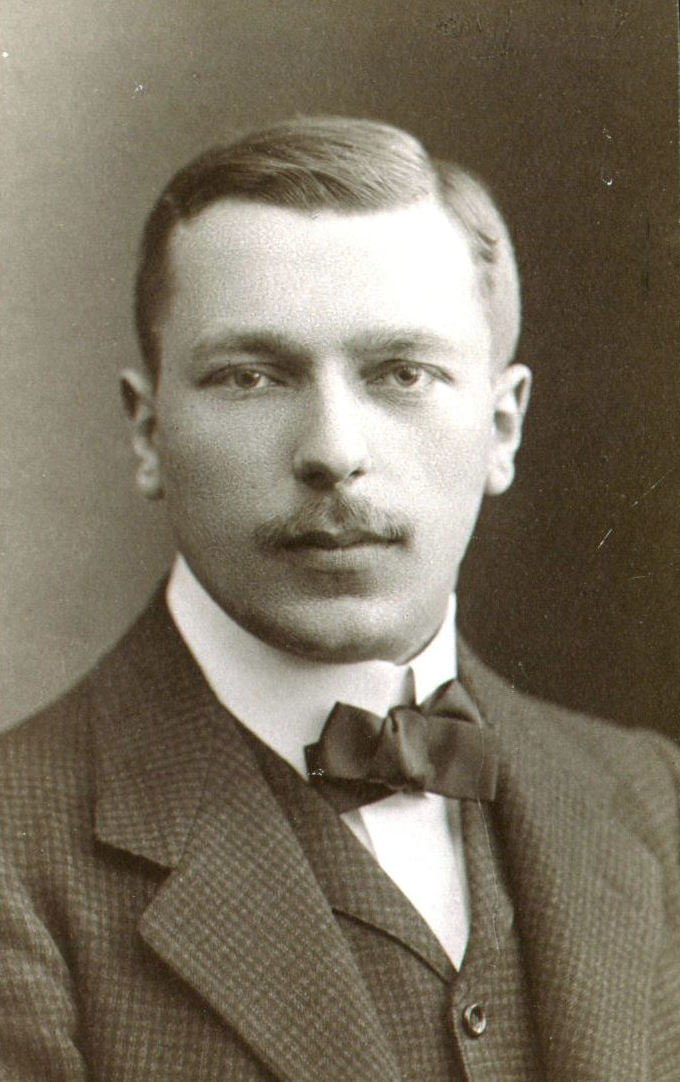
Max Kämper

Max Kämper (* 16. Dezember 1879 in Jüterbog; † 10. November 1916 bei Sailly-Saillisel an der Somme) war ein deutscher Ingenieur und Höhlenforscher.

## Leben
Sein Vater war der preußische Generalleutnant Hugo Kämper.
Max Kämper fiel in der Schlussphase der Schlacht an der Somme als Oberleutnant des Reserve-Feldartillerie-Regiments 239 zwischen Mesnil und Malancourt (Somme). Er ist auf dem Soldatenfriedhof Cambrai bei Arras begraben.

## Wirken
Seine Vermessungen und Kartierungen im Höhlensystem der Mammoth Cave, Kentucky im Jahre 1908 waren die ersten zuverlässigen Vermessungen mit Instrumenten. Sie bildeten für lange Zeit die Basis für die weitere Erschließung der Höhlen. Er ist daher unter amerikanischen Höhlenforschern bekannter als in Deutschland.